# Hongkong gazdasága

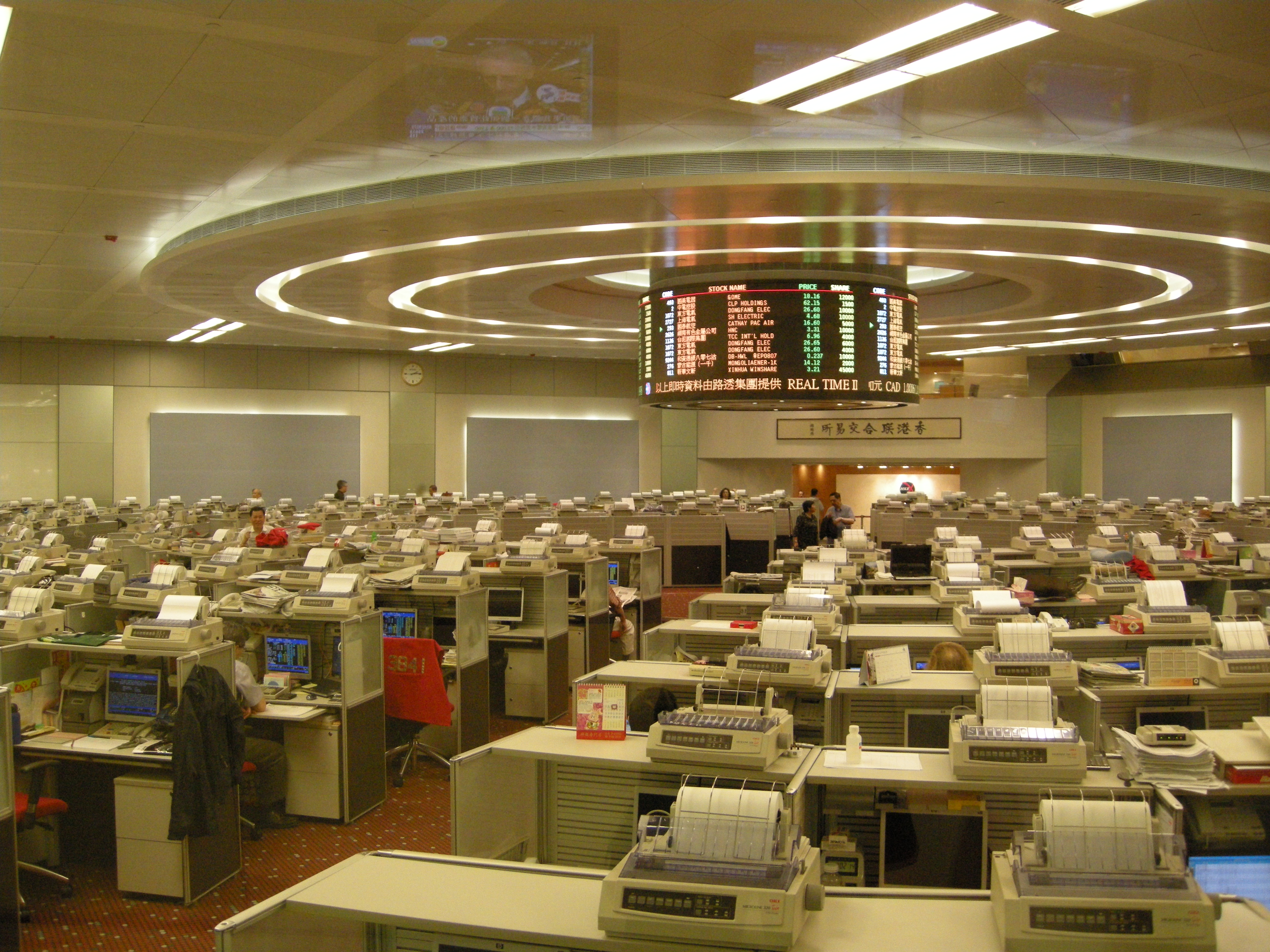
A hongkongi tőzsde

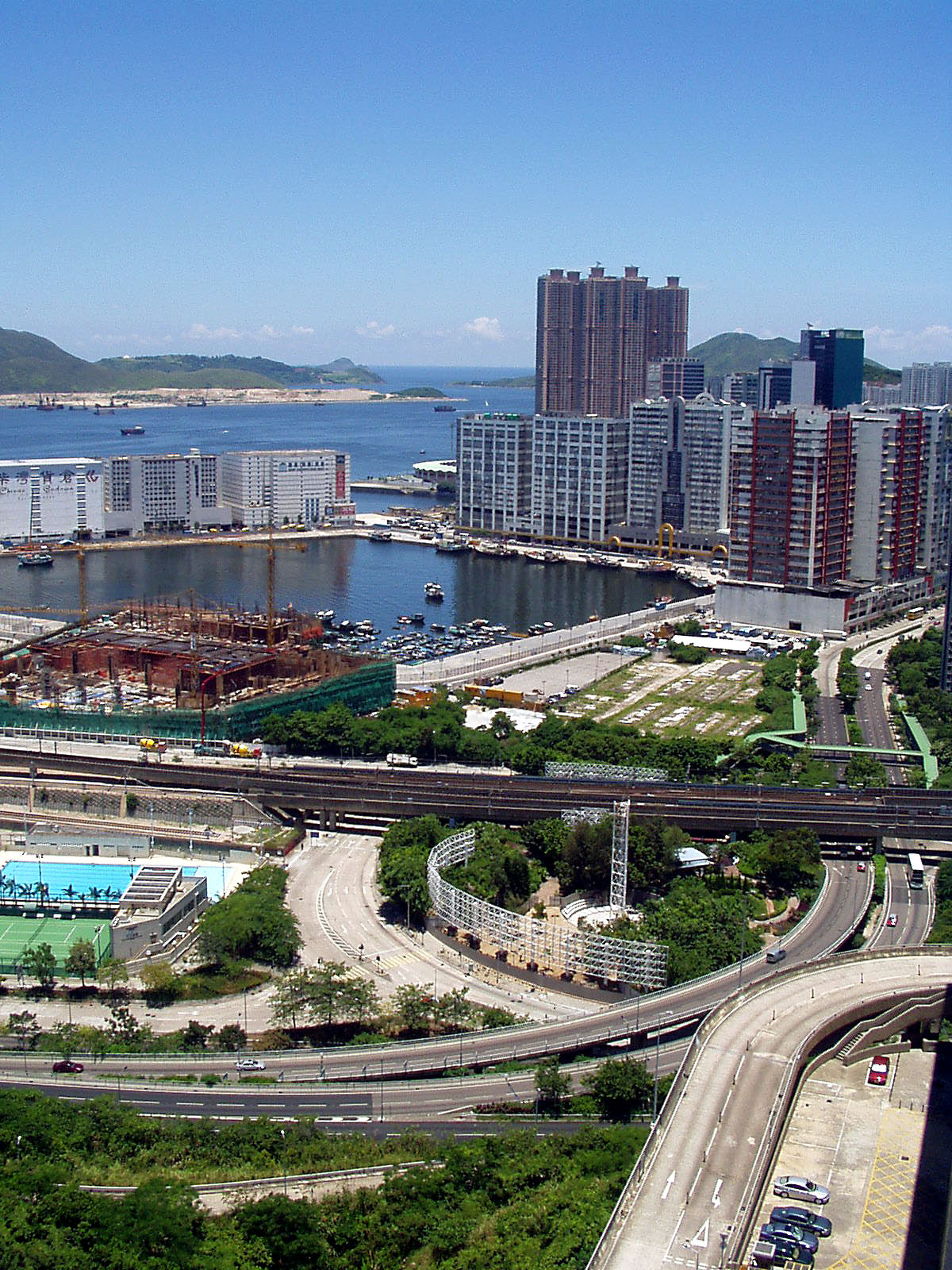
Chájván (Caai Waan), Hongkong egyik ipartelep jellegű negyede

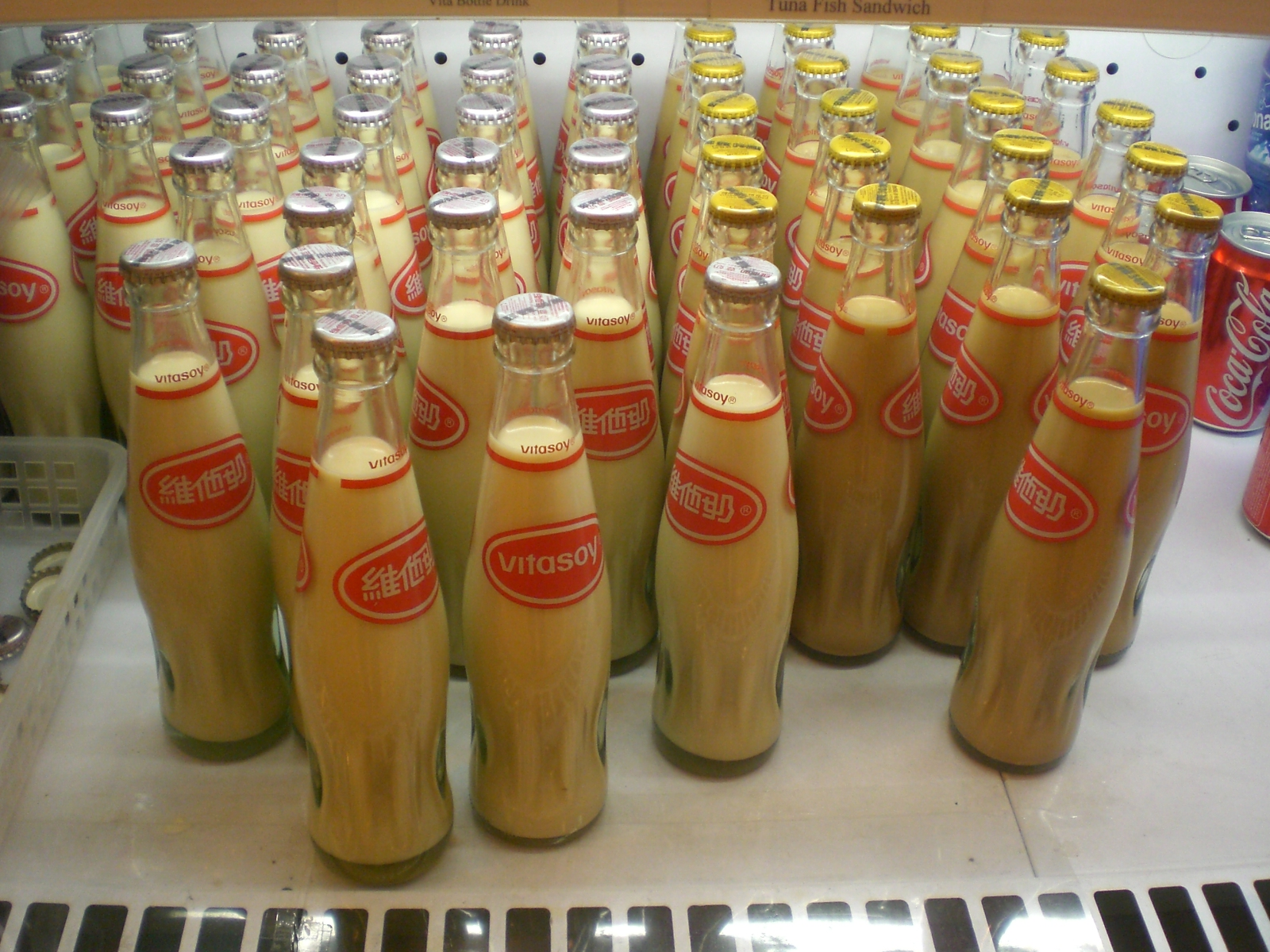
Vitasoy: hongkongi szójaitalmárka

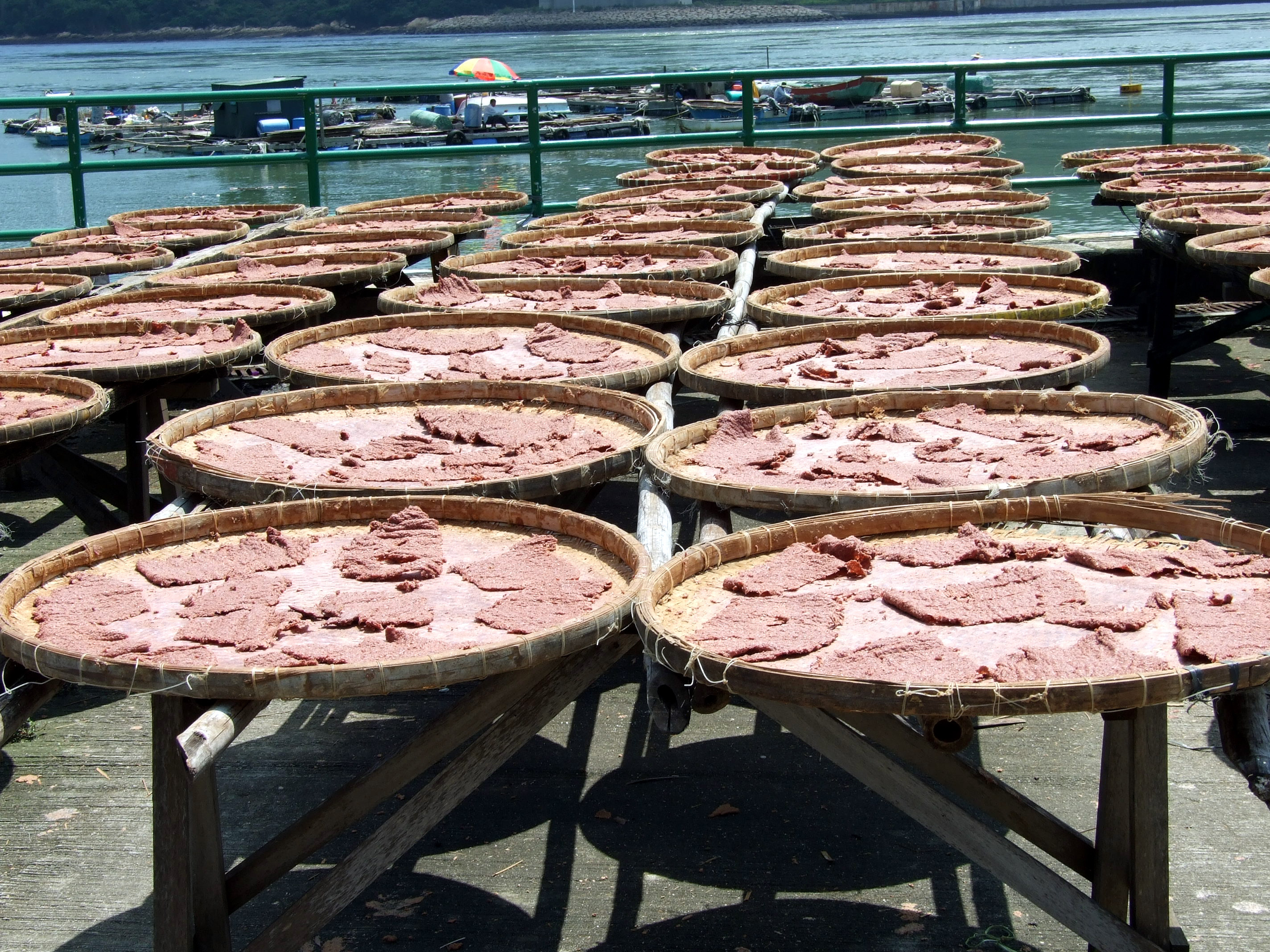
Garnélarákpépet szárítanak egy hongkongi haltelepen

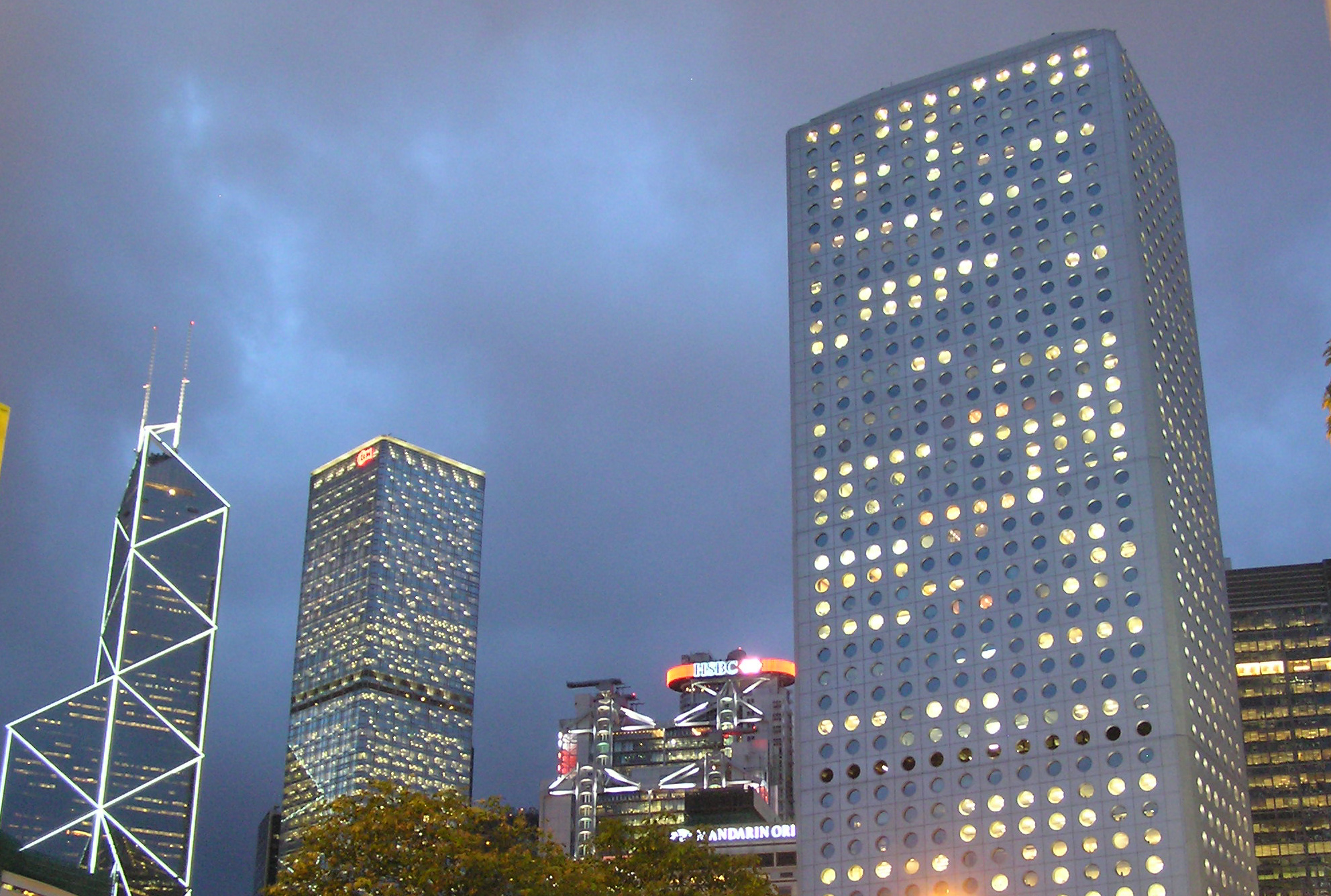
A HBSC bank felhőkarcolója

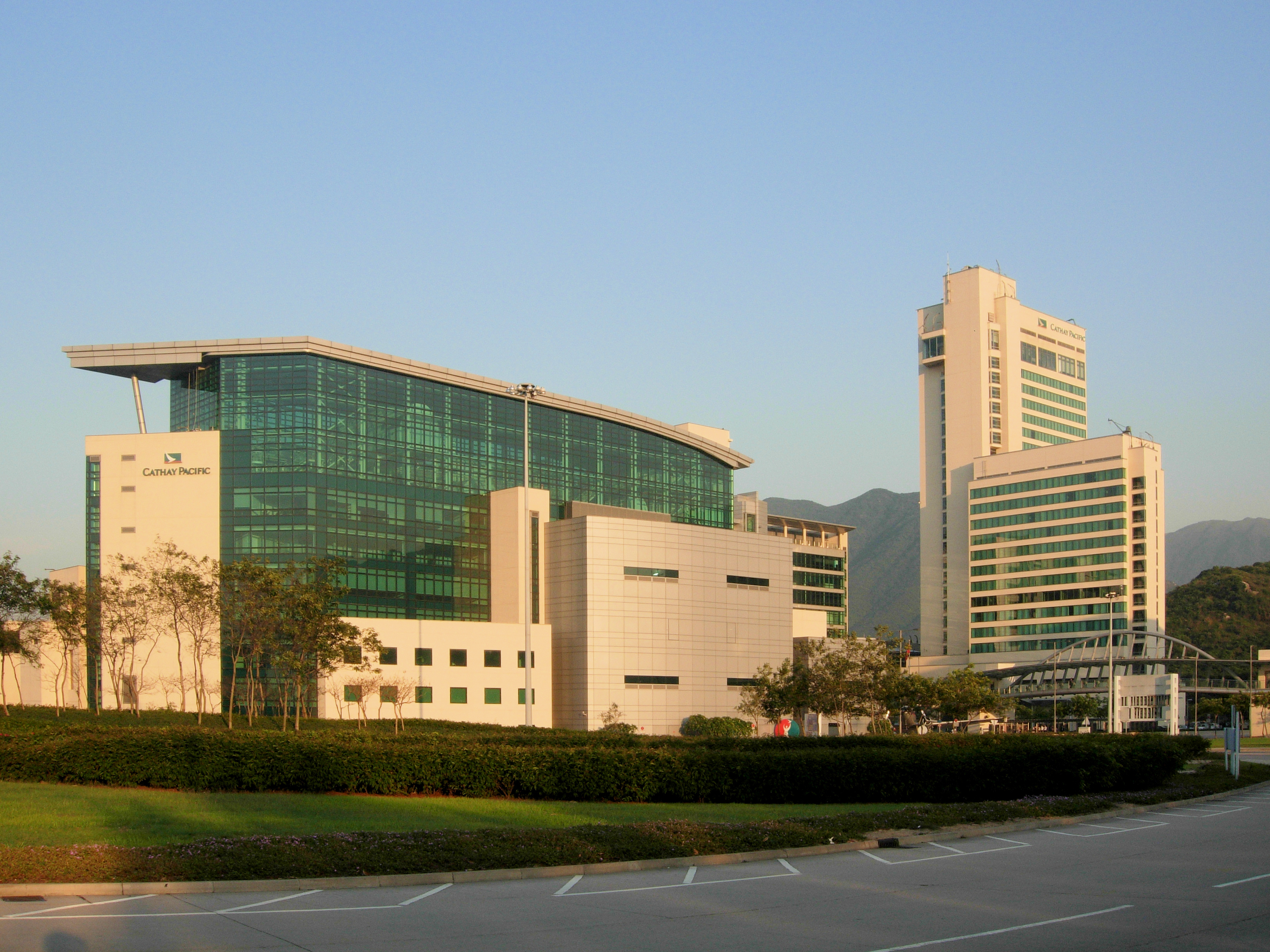
A Cathay Pacific légitársaság központja

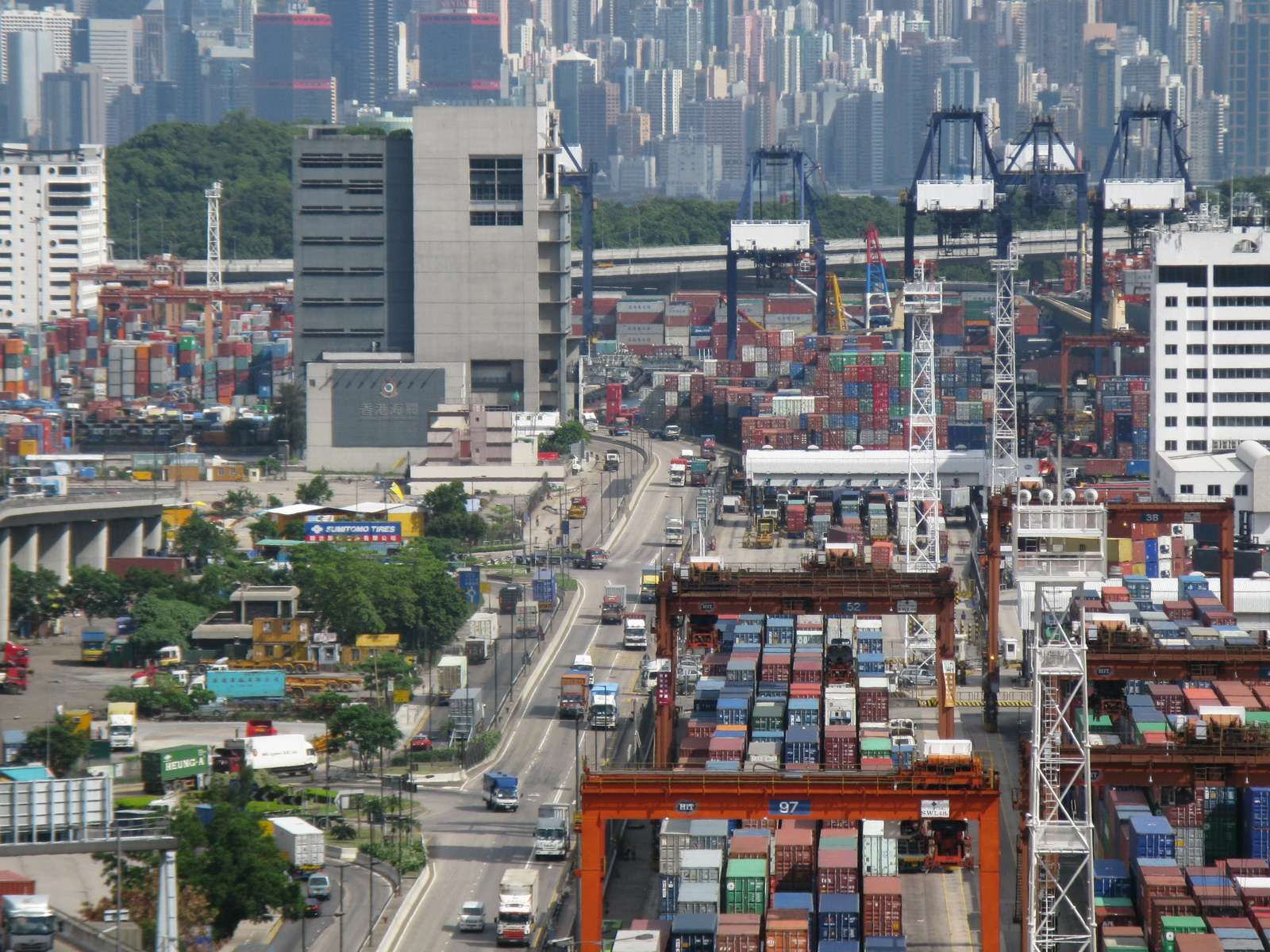
Konténerek Hongkong kikötőjében

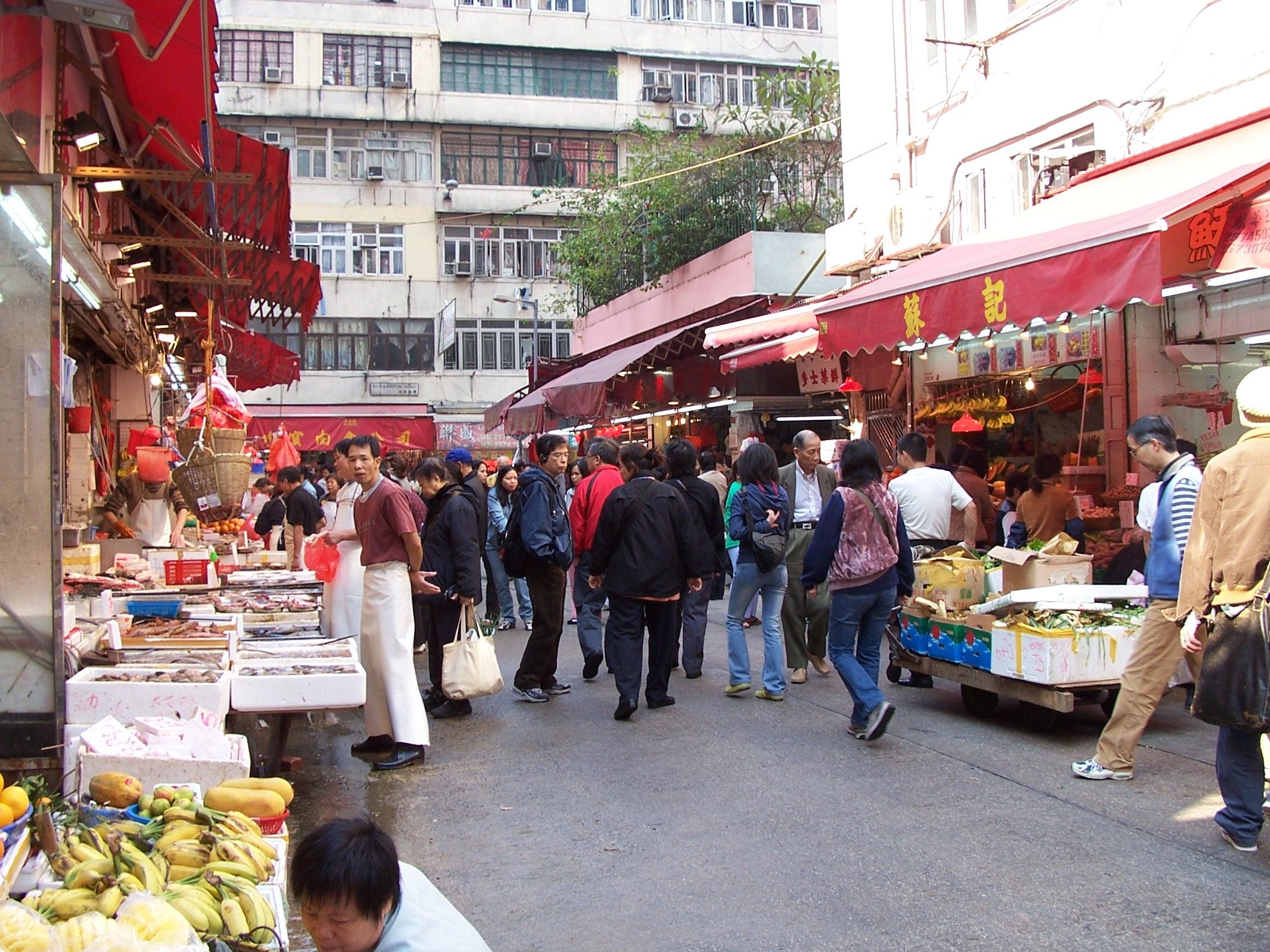
Piac Hongkongban

Hongkong gazdasága a kínai kormányzattól függetlenül működik. A város egyike a világ vezető pénzügyi központjainak, fontos kereskedelmi csomópont, szolgáltatóiparra épülő kapitalista gazdasággal, melyet alacsony adóterhek és a szabadkereskedelem jellemez. Hongkong gazdaságát Milton Friedman korábban a laissez-faire kapitalizmus legnagyobb kísérletének tekintette. A gazdasági szabadság mértékét (Index of Economic Freedom) vizsgáló Heritage Foundation szerint 2012-ben Hongkong gazdasága a világon a legszabadabb, a város 1995 óta minden évben elnyerte ezt a címet. A régió számos nagyvállalatának központja Hongkongban található. Gazdaságának gyors növekedése miatt az ázsiai tigrisek között tartják számon.

## Történeti áttekintés
1961 és 1997 között Hongkongban a GDP 180-szorosára emelkedett, az egy főre jutó GDP pedig 87-szeresére.
A második világháborút követően a városállam gazdaságát az exportra termelő ipar gyors fejlődése jellemezte, az 1980-as években azonban a szolgáltatóipar vette át a vezető szerepet.
A hongkongi kormányzat jórészt passzív szerepet játszik a gazdaság alakításában, szinte egyáltalán nem avatkozik be a kereskedelem szabályozásába. A gazdaság fejlődését a piaci erők és a magánszektor határozza meg. A „pozitív be nem avatkozás” politikáját Hongkong egészen 2006-ig követte.
Hongkong többek között a pénzügyi, informatikai, valamint üzleti konzultációs szolgáltatások területén kiemelkedő szerepet tölt be. Bár a kormányzati beavatkozás minimális, 1997 óta növekvő tendenciát mutat, bevezették például az exporthitel-garanciát, a kötelező nyugdíjrendszert, a minimálbért és a jelzálogtámogatást.

## Tőzsde
A hongkongi értéktőzsde a hetedik legnagyobb a világon, piaci kapitalizációja 2012 áprilisában elérte a 2607 milliárd amerikai dollárt. 2009-ben a világ IPO-tőkéjének 22%-a Hongkongban összpontosult, ezzel megelőzte a New York-i és a sanghaji tőzsdét is, valamint itt lehetett a legkönnyebben tőkét szerezni.
A hongkongi dollárt 1983 óta az amerikai dollárhoz kötik. 2010-ben a világ 8. legtöbbet kereskedett devizája volt.

## Mezőgazdaság
Hongkongban meglehetősen kevés a megművelhető földterület, mindössze 18 km², és erőforrásokban sem gazdag, így a nyersanyagokat és az élelmiszereket nagyrészt importálni kényszerül. A mezőgazdasági tevékenység elenyésző, a GDP 0,1%-át teszi ki és leginkább minőségi élelmiszerre (zöldségek, sertés, baromfi; a lankásabb domboldalakon gyümölcsfák) és virágtermelésre (kardvirág, krizantém, liliomfélék, lótuszvirág) korlátozódik.
2010-ben a helyi termelés összértéke 615 millió HKD volt, a helyi gazdák a zöldségfogyasztás 3%-át, az élő baromfi 56%-át és az élő sertés 6%-át tudták fedezni. A helyi halászok az elfogyasztott tengerihal-mennyiség 18%-át, az édesvízihal-mennyiség 4%-át adják. 2010-ben mintegy 168 000 tonna halat (főképp abroncshal, makréla, nagyszemű tonhal, pomfret, croaker) fogtak a helyi halászok.

## Ipar
Hongkong ipara az 1980-as évektől kezdve jelentősen átalakult, a jelentős munkaerőt vagy földterületet igénylő ágazatok Kína déli részére, vagy más ázsiai országokba települtek át. A Hongkongban maradt ipar főképpen fogyasztási cikkeket, ruhaneműt, textilt, játékokat és ékszereket gyárt. Az ipar 2010-ben a GDP-nek csak 1,8%-át tette ki és a lakosság 3,4%-át foglalkoztatta, a cégek többsége 100 főnél kevesebb munkavállalót alkalmaz. A nagy cégek szinte kivétel nélkül Kínában gyártanak, Hongkongban csak a központjuk található.

## Szolgáltatások
Hongkong GDP-jének több mint 90%-át a szolgáltatóipara adja, 2000 és 2010 között a részesedése 5%-ot nőtt. A legnagyobb növekedés a pénzügyi szektorban, a biztosítási szektorban, az ingatlanpiacon, az üzleti, szállodai és élelmezési szolgáltatások terén következett be. 2010-ben 106,4 milliárd amerikai dollár értékű szolgáltatást exportált a város, ami a GDP 47,4%-a. Ez főképp a kereskedelmet és az utaztatási szolgáltatásokat foglalja magában.

## Kereskedelem
Kereskedelem szempontjából Hongkong a 11. helyen áll a világon, a világ legnagyobb reexportőre, évről évre növekvő exporttal. Hongkong legfőbb kereskedelmi partnere Kína, az USA és Japán. Földrajzi elhelyezkedése miatt olyan logisztikai infrastruktúrát tudott kiépíteni, aminek köszönhetően a világ második legforgalmasabb teherkikötőjével rendelkezik, nemzetközi légi teheráruforgalmát tekintve pedig első a világon.

## Munkaerő
2011-ben Hongkongban 3,7 millió munkavállalót tartottak számon, 53,1%-uk férfi, 46,9%-uk nő. Ez a lakosság csaknem 60%-át jelenti a 15 évnél idősebbeket tekintve. A munkanélküliek aránya 2011-ben 3,4% volt, ez a mutató évek óta csökken.
2011. május 1. óta a minimálbér összege 28 HKD/óra. A kereskedelemben dolgozók átlagjövedelme 14 773 HKD, az iparban dolgozók átlagbére 347 HKD/óra.
A munkavállalás alsó korhatára 13 év, a 13-14 év közötti gyerekek nem ipari jellegű részmunkaidős munkát végezhetnek. A 15-17 év közöttiek napi 8, heti 48 óránál nem dolgozhatnak többet.